# Centreville (Alabama)
Centreville is een plaats (city) in de Amerikaanse staat Alabama, en valt bestuurlijk gezien onder Bibb County.

## Demografie
Bij de volkstelling in 2000 werd het aantal inwoners vastgesteld op 2466.
In 2006 is het aantal inwoners door het United States Census Bureau geschat op 2505, een stijging van 39 (1,6%).

## Geografie
Volgens het United States Census Bureau beslaat de plaats een oppervlakte van
25,2 km², waarvan 24,7 km² land en 0,5 km² water.

## Plaatsen in de nabije omgeving
De onderstaande figuur toont de plaatsen in een straal van 32 km rond Centreville.